# Меувиссен, Якобус Корнелиус
Якобус Корнелиус Меувиссен, C.Ss.R. (нидерл. Jacobus Cornelius Meeuwissen; 15 августа 1847, Ауд-Гастел, Нидерланды — 29 июня 1916, Амстердам, Нидерланды) — прелат Римско-католической церкви, член Конгрегации Святейшего Искупителя, 6-й апостольский викарий Нидерландской Гвианы, 5-й титулярный епископ Прусы.

## Биография
Якобус Корнелиус Меувиссен родился в Ауд-Гастеле 15 августа 1847 года. Окончив среднюю школу в Хогстратене, в 1868 году вступил в Конгрегацию Святейшего Искупителя. Продолжил образование в семинарии редемптористов в монастыре в Виттеме. 6 октября 1873 года был рукоположен в сан священника. Нёс служение преподавателя в ювенате (подготовительной семинарии) редемптористов в Рурмонде. В 1876 году был переведён на работу в приходские миссии конгрегации, и нёс это служение в течение тридцати последующих лет в католических храмах по всей территории Нидерландов. Вместе с этим, три года он был ректором общины в Розендале и четыре года ректором общины в Роттердаме, а также тринадцать лет возглавлял провинцию редемптористов в Нидерландах. 7 января 1907 года римский папа Пий X назначил его апостольским викарием Нидерландской Гвианы с возведением в сан титулярного епископа Прусы
.
3 марта 1907 года в Амстердаме состоялось посвящение Меувиссена в сан епископа. Его хиротонию возглавил Хендрик ван де Ветеринг, архиепископ Утрехта, которому сослужили Йозефус Хубертус Дрехманнс, епископ Рурмонда и Йоханнес Антон Хофман, титулярный епископ Телемиссуса. Меувиссен избрал свои девизом «Приступим с дерзновенностью» (лат. Adeamus cum fiducia). После хиротонии он отбыл из Нидерландов в колонию Суринам. Из-за тропического климата у Меувиссена начались проблемы со здоровьем, так, что ему пришлось почти весь 1909 год провести в Нидерландах. В 1910 году у епископа возник конфликт с руководителем военного госпиталя в Парамарибо, где с 1897 года медицинскими сёстрами служили монахини конгрегации сестёр Пресвятой Девы, Матери Милосердия из Тилбурга. В итоге апостольский викарий принял решение, что монахини вернутся в Нидерланды, но, уступив многочисленным просьбам местного населения, разрешил им остаться в колонии. Монахини стали работать в новом доме для пожилых людей, который должен был стать частной католической больницей; в настоящее время это больница Святого Викентия.
Конфликт и климат снова обострили проблемы со здоровьем у епископа, и в ноябре 1910 года он был вынужден отбыть в Нидерланды. Во время аудиенции у римского папы Меувиссен попросил отправить его на покой. 15 декабря 1910 года его просьба была удовлетворена Святым Престолом. Меувиссен успел многое сделать, несмотря на краткий срок своего служения в качестве апостольского викария Нидерландской Гвианы. При нём было построено девять церквей, основан монастырь и открыто несколько католических школ.
15 ноября 1911 года в Хертогенбосе он участвовал в хиротонии своего преемника Теодоруса ван Росмалена.  Якобус Корнелиус Меувиссен умер 29 июня 1916 года в Амстердаме. Он был похоронен 3 июля того же года в церкви Богоматери на канале Кейзерсграхт, построенной редемптористами в 1854 году. В городе Ауд-Гастел именем Меувиссена названа улица.